# سالواتوره سانتورو (بازیکن فوتبال)
سالواتوره سانتورو (انگلیسی: Salvatore Santoro؛ زادهٔ ۹ مارس ۱۹۹۹) بازیکن فوتبال اهل ایتالیا است.